# Tweedy Brothers
Die Tweedy Brothers waren ein US-amerikanisches Old-Time-Duo. Sie waren die beiden ersten Old-Time-Musiker aus West Virginia, die Plattenaufnahmen machten und eine der wenigen Old-Time-Bands, die erfolgreich ein Klavier nutzten.

## Geschichte
Charles „Big Red“ Tweedy und Harry „Little Red“ Tweedy waren Söhne eines Landarztes aus dem Ohio County, West Virginia. Musik umgab sie bereits sehr früh und von Kindheit an lernten sie durch ihre Familie, die ungefähr vier Meilen nördlich von Wheeling wohnte, Instrumente zu spielen. Harry lernte anfangs von seiner Schwester, Fiddle zu spielen, wandte sich kurz danach aber älteren Musikern aus der Umgebung, vor allem Bill Rausch, zu. Charles, der vier Jahre älter war als Harry, spielte Klavier und wurde von den Schallplatten-Aufnahmen der Minstrel- und Pop-Musiker beeinflusst. Auch der älteste Bruder George spielte Fiddle, aber nie mit solch einem Talent wie Harry, der bereits mit sieben Jahren auf Barn Dances auftrat. 
Als Jugendliche hatten sich die Tweedy Brothers bereits als Musiker in der Region etabliert und um 1921 oder 1922 machten sich die Brüder zusammen mit ihrem Vater auf Tour durchs Land. Sie spielten auf den Flussdampfern, die auf dem Ohio River fuhren, in Theatern, Medicine Shows, lokalen Veranstaltungen und 1922 auf dem neu gegründeten Radiosender WLW in Cincinnati, Ohio. Am 14. Juni 1924 machten Charles und Harry Tweedy für Gennett Records in Richmond, Indiana, ihre ersten fünf Aufnahmen. Es waren zugleich die ersten Aufnahmen von Old-Time-Musikern aus West Virginia, denen zahlreiche weitere folgen sollten. Rickett’s Hornpipe, Wild Horse und Chicken Reel waren Fiddle-Stücke von Harry, während Charles ihn bei Turkey in the Straw Medley und Repaz Band auf dem Klavier unterstützte.
Zwischen 1925 und 1930 spielten die Tweedy Brothers fünf weitere Sessions für Gennett ein, die die Aufnahmen auch auf den Labels Champion Records, Silvertone Records und Supertone Records veröffentlichten. Durch die Versandkataloge des Unternehmens Sears & Roebuck verkauften sich ihre Singles in West Virginia durchaus gut. Nach ihren ersten Plattenaufnahmen entwickelten die Brüder ihre eigene Show, mit der sie vor allem in ländlichen Regionen auftraten. Sie fuhren mit einem Lastwagen umher und spielten auf der Ladefläche des Fahrzeugs. Auf dem Klavier stand „Donated by the Starr Piano Company, Richmond, Indiana“, um Werbung für das Mutterunternehmen ihres Labels zu machen. Das Repertoire des Duos, das manchmal von Bruder George begleitet wurde, bestand aus traditionellen Hoedowns und Breakdowns mit gelegentlichen populären Stücken. Sie versuchten sich auch als Sänger, da sie aber beide keine Gesangstalente waren, wurde Mitte der 1930er-Jahre „Cindy, the Singing Cowgirl“ als Sängerin verpflichtet. 
Ihre letzte Session für Gennett fand am 21. Mai 1930 statt, während der unter anderem der Home Brew Rag und Alabammy Jubilee eingespielt wurden. 1932 schlossen sie sich dem Ensemble des WWVA Jamborees an und waren zwischen 1933 und 1934 Teil des Georgia Jamborees, einer Varieté-Show aus Atlanta, Georgia, die über WSB gesendet wurde. Radioauftritte mehrten sich in diesen Jahren und ihre Tourneen führten sie bis nach Reno, Nevada, und Kalifornien. Für einige Zeit waren sie regelmäßig über WWVA in Wheeling und WCHS in Charleston zu hören. 
Harry und Sängerin Cindy heirateten in den 1930er-Jahren und als ihre Kinder in die Schule kamen, wurde es immer schwieriger, die professionelle Karriere als Musiker aufrechtzuerhalten, sodass die Tweedys Mitte der 1940er-Jahre aus dem Musikgeschäft gingen. Harry Tweedy ließ sich in Columbus, Ohio, nieder, wo er als Busfahrer arbeitete und in seiner Freizeit weiterhin auftrat. George Tweedy zog nach Pittsburgh, Pennsylvania, und Charles starb 1970.